# Дрешай, Афердита
Афердита Дрешай (алб. Afërdita Dreshaj; род. 19 июля 1986, Титоград) — албано-американская модель, певица, участница конкурсов красоты. Мисс Вселенная Косово 2011. Она представляла Косово на конкурсе Мисс Вселенная 2011, где вошла в Топ-16. Дрешай также начала музыкальную карьеру в албаноговорящих странах.

## Биография
Афердита Дрешай родилась на территории современной Черногории в этнической албанской семье. В возрасте 12 лет она переехала в США. В 17 лет она начала карьеру модели после того, как её заметил один фотограф. В 2007 году Дрешай участвовала в конкурсе Мисс Албания, где стала второй. Ранее Дрешай сотрудничала с македонским поп-музыкантом албанского происхождения Шпатом Касапи. В 2013 году Дрешай и Касапи прекратили отношения. В настоящее время Афердита Дрешай проживает в Праге.

## Мисс Вселенная Косово 2011
Афердита Дрешай принимала участие в качестве одной из 20 финалисток на конкурсе Мисс Вселенная Косово 2011, состоявшемся в Приштине 15 января 2011 года, где она получила премию Мисс Пресса и была коронована официальным представителем Республики Косово как победительница соревнования. Этот успех позволил ей представлять свою страну на конкурсе Мисс Вселенная, проходившем в Сан-Паулу (Бразилия) 12 сентября 2011 года. Дрешай вошла в Топ-16 полуфиналистов.